# Jorge Maqueda
Jorge Maqueda Peño (født 6. februar 1988 i Toledo, Spanien) er en spansk håndboldspiller som spiller for Veszprém KC og Spaniens herrehåndboldlandshold.
Han deltog under EM i håndbold 2020 i Sverige/Østrig/Norge.